# غلامحسین یوسفی
غلامحسین یوسفی (۲ بهمن ۱۳۰۶، مشهد – ۱۴ آذر ۱۳۶۹، تهران)، ادیب، نویسنده، مترجم، مصحح متون، و استاد برجستهٔ ادبیات فارسی بود.

## زندگی و تحصیلات
غلامحسین یوسفی در بهمن ماه سال ۱۳۰۶ تاریخ خورشیدی در مشهد دیده به جهان گشود. اصالت وی به شهر خوسف در حومه بیرجند بر می‌گردد. گذراندن دوران تحصیلات ابتدایی و متوسطه در سال ۱۳۲۵ برای ادامه تحصیل در دوره لیسانس زبان و ادبیات فارسی از مشهد به تهران رفت. وی در سال ۱۳۲۹ و در سن ۲۴ سالگی، دکترای زبان و ادبیات فارسی گرفت و همزمان دوره لیسانس حقوق قضایی و سیاسی دانشکده حقوق دانشگاه تهران را هم اخذ کرد. وی همزمان با تأسیس دانشکده ادبیات در دانشگاه فردوسی مشهد در سال ۱۳۳۴ مدرس دروس تاریخ ادبیات این دانشکده شد. وی همچنین مدیر تربیت معلم خراسان بود. تا سال ۱۳۵۸ کماکان به تدریس در دوره‌های لیسانس تا دکتری دانشگاه فردوسی ادامه داد تا اینکه در همان سال بازنشسته شد. از فعالیت‌های تخصصی یوسفی تصحیح متون کهن بود که در این راه گام‌های مؤثری در ادبیات ایران برداشته است. وی همچنین با هدف تحقیق و پژوهش سفرهایی به فرانسه و انگلستان و آمریکا نیز انجام داد. یوسفی در سال ۱۳۶۹ و در سن ۶۳ سالگی به علت بیماری سرطان ریه درگذشت و در کنار مرقد علی ابن موسی الرضا به خاک سپرده شد.

## نظرگاه‌ها دربارهٔ یوسفی
در زیر نظرگاه‌هایی از بعضی محققان دربارهٔ یوسفی وجود دارد.
ایرج افشار درباب مقام علمی غلامحسین یوسفی می‌گوید: او دانشمندی بی تکلّف، بی‌تکبّر، مشوّق علم و شیفتهٔ معارف ایرانی و مقام انسانیت است که این ویژگی‌ها کمتر در یک شخص جمع می‌شوند.
بهاء الدین خرمشاهی دربارهٔ نحوه تصحیح کتاب گلستان سعدی توسط غلامحسین یوسفی می‌گوید: تصحیح کتاب گلستان سعدی توسط استاد غلامحسین یوسفی، کاری است کارستان و درجه یک…
محمدمهدی ناصح از استادان برجسته ادبیات فارسی که خود زمانی شاگردی یوسفی را می‌کرده است در سخنانی به وصف وی می‌پردازد. وی می‌گوید: او معلمی واقعی بود. بسیار به درس اهمیت می‌داد. درس و دانشجو برایش مقدس بودند تا آنجا که حتی یک ثانیه از کلاس درس را هدر نمی‌داد و دقت می‌کرد چیزی از قلم نیفتد. همیشه همراه درس و بحث در حوزه ادبیات منابع و مآخذی نیز معرفی می‌کرد و از ما می‌خواست تا آن‌ها را مطالعه کنیم.
اعتقاد راسخ دکتر غلام حسین یوسفی (استاد ادبیات فارسی دانشگاه فردوسی مشهد) به ضرورت حضور و استمرار روح علمی و پژوهشی در فضای دانشگاه‌ها سبب شده بود که در گزینش دانشجو برای دوره‌های دکتری و فوق لیسانس دست کم در حوزه دانشگاه فردوسی مشهد که در اختیار و کنترل وی بود، دقت و بردباری وسواس آمیزی به خرج دهد. مواد امتحانی و نحوه آزمون را به گونه ای تنظیم کرده بود که اگر کسی مایه ای نداشت یا روحیه علمی و پژوهشگری با سلیقه اش سازگار نمی‌افتاد، به دوره‌های مذکور راه پیدا نمی‌کرد. دانستن زبان عربی و دست کم یک زبان اروپایی را برای دانشجو شرط لازم شرکت در امتحان می‌دانست و برای آن نمره بالایی در نظر گرفته بود. او به این اکتفا نمی‌کرد. دانشجویی حق شرکت در امتحان ورودی دوره‌های فوق لیسانس و دکتری را داشت که معدل نمرات دوره قبل او کمتر از ۳ (برابر با ۱۶) نباشد و چون بر روی این شرط ایستادگی می‌کرد، همیشه تعداد کسانی که امکان شرکت در امتحان‌ها را پیدا می‌کردند زیاد نبود. برای توفیق در امتحان هم هر درسی جداگانه حد نصاب بالایی داشت و عدم توفیق در یک درس هم به معنای عدم قبولی در امتحان تلقی می‌شد. یکی از مواد مهم امتحان هم نوشتن یک مقاله تحقیقی بود که گاهی دانشجو به هنگام ضرورت اجازه پیدا می‌کرد برای تهیه این مقاله از منابع کتابخانه هم استفاده بکند. این مایه دقت و سخت‌گیری که به نظر من عمدتاً از نگاه روان‌شناسی و به منظور پیدا کردن افراد جستجوگر و مایه دار صورت می‌گرفت، سبب شده بود که گاهی یک یا دو نفر بیشتر توفیق ورود به دوره‌های مذکور را پیدا نکنند و به شهادت عینی بنده در یکی دو دوره هم هیچ‌کس نتوانست از عهده امتحان مزبور برآید و در نتیجه برای آن سال‌ها دانشجو نگرفتند.

## کتاب‌ها و آثار شاخص
- نامه اهل خراسان، تهران، زوار، ۱۳۴۶.

- فرخی سیستانی: بحثی در شرح احوال و روزگار و شعر او. ۱۳۴۱
- کاغذ زر، یادداشت‌هایی در ادب و تاریخ، تهران، یزدان، ۱۳۶۳.
- تصحیح قابوس نامه، ۱۳۴۵
- تصحیح  التصفیه فی احوال  المتصوفه
- ابومسلم سردار خراسان، ۱۳۴۵
- تصحیح تقویم الصحه، ۱۳۵۰
- برگ‌هایی در آغوش باد، ۲ جلد، ۱۳۵۶
- تصحیح لطائف‌الحکمه، سراج‌الدین محمود ارموی
- ترجمه اما من شعر را دوست دارم، ژیلبر سسبورن
- برگزیده‌ای از اشعار عربی معاصر از مصطفی بدوی
- چشم‌اندازی در ادبیات و هنر از رنه ولک و دیگران
- تصحیح بوستان سعدی، ۱۳۵۹
- تصحیح ملخص اللغات، ۱۳۶۲
- ترجمه شیوه‌های نقد ادبی از دیوید دیچز، ۱۳۶۲
- ترجمه کتاب انسان دوستی در اسلام بایگانی‌شده  در ۵ دسامبر ۲۰۱۸ توسط Wayback Machine از مارسل  بوازار، ۱۳۶۲
- ترجمه و تحقیق کتاب در مورد سعدی از هانری ماسه، ۱۳۶۴
- روان‌های روشن ۱۳۶۳
- تصحیح گلستان سعدی، ۱۳۶۸
- چشمه روشن، ۱۳۶۹
- دیداری با اهل قلم
- تصحیح غزلهای سعدی، ۱۳۸۵